# Imprinter

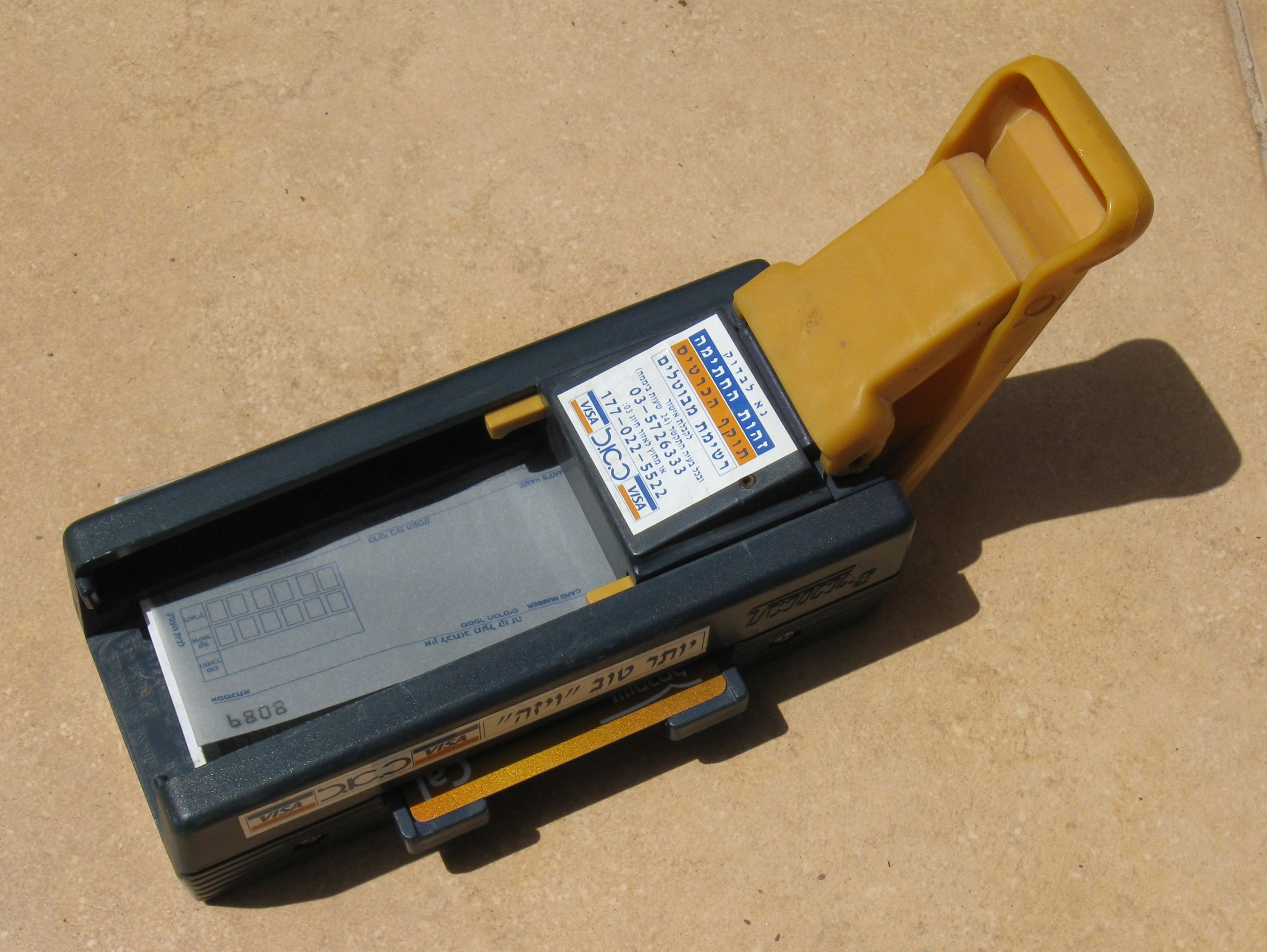
Izraelský imprinter

Imprinter (někdy označovaný také žehlička) je mechanické zařízení, které snímá z embosované platební karty vytlačené (tedy embossované) údaje, což jsou číslo karty, doba její platnosti a jméno majitele. Tyto údaje se následně objeví na účtence, kterou vytiskne a zákazník podepíše.

## Postup při platbě
Platba prostřednictvím imprinteru se používá, pokud prodávající není vybaven elektronickým terminálem, případně pokud transakci nelze prostřednictvím terminálu z technických důvodů provést.

### Kontrola
Před provedením platby prodávající převezme kartu a ověří:
- přítomnost ochranných prvků karty
- dobu platnosti karty a lokální platnost karty
- zda není karta poškozena, znehodnocena nebo nastřižena
- podpisový vzor držitele karty
  - pokud podpis na kartě chybí, obsluha kartu odmítne přijmout k úhradě
  - pokud má obsluha pochybnosti o podpisu, vyžádá si od držitele karty doklad totožnosti

V případě pochybnosti, zda kartu skutečně předkládá její právoplatný držitel, je obsluha povinna požádat držitele karty o předložení dokladu totožnosti. U výplaty hotovosti ve směnárnách, v kasinech či hernách, nebo pokud to banka nařídila, si vyžádá průkaz totožnosti při každé transakci.

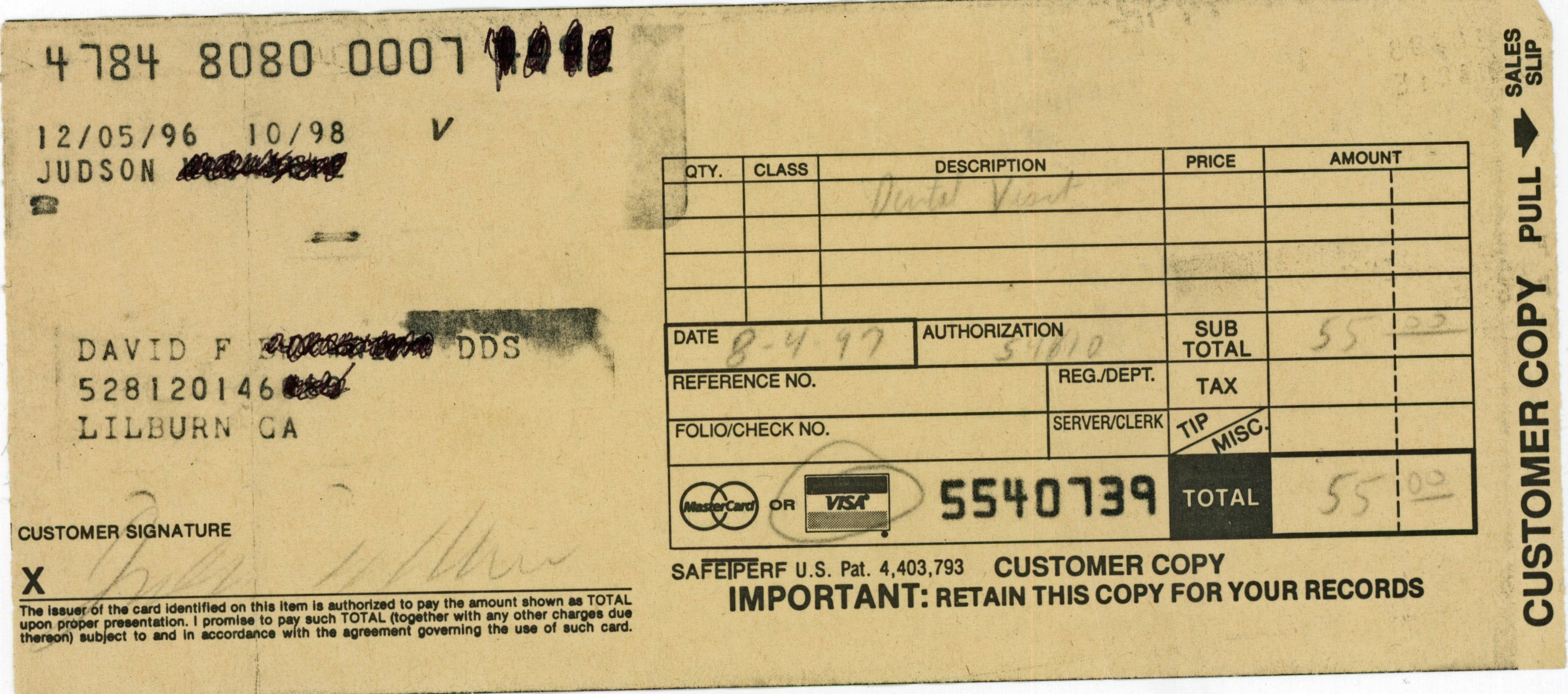
Prodejní doklad, v jehož levé časti jsou otištěny (imprintovány) údaje z karty zákazníka (nahoře) a identifikačního štítku obchodního místa (uprostřed) a rovněž podpis zákazníka (dole). V pravé části jsou pak vyplněny další údaje.

### Vyplnění dokladu
Prodejní doklady mají formu standardizovaných tiskopisů a skládají se ze tří částí: 
- doklad pro obchodní místo,
- kopie pro banku a
- kopie pro držitele karty.

Při provádění platby vloží prodávající kartu do imprinteru přední stranou nahoru, na ni položí prodejní doklad a tahem za rukojeť provede otisk karty a identifikačního štítku. Následně zkontroluje, zdali údaje otištěné na prodejním dokladu jsou čitelné a úplné. Pokud je otisk nezřetelný nebo neúplný, doklad zničí a pořídí nový. Pokud je otisk v pořádku, zapíše prodávající na doklad následující údaje:
- datum vystaveni dokladu
- druh transakce (reklamace / prodej / výdej v hotovosti)
- celkovou částku a měnu
- autorizační kód (pokud bylo autorizováno - viz níže)
- číslo pasu nebo průkazu totožnosti včetně země vydání v případě kontroly totožnosti
- podpis prodávajícího

Takto vyplněný prodejní doklad předloží prodávající držiteli karty k podpisu a ověří shodu podpisu na prodejním dokladu a kartě. Shodují-li se oba podpisy, prodávající předá kartu jejímu držiteli společně s kopií prodejního dokladu, eventuálně s průkazem totožnosti. V případě, že podpis na prodejním dokladu nesouhlasí s podpisem na kartě, transakci nelze provést. Prodejní doklad prodávající před zraky držitele karty zničí a požádá jej o předložení průkazu totožnosti.
- Pokud totožnost držitele souhlasí, vyhotoví prodávající nový doklad a provede kontrolu podpisu. Pokud podpis znovu nesouhlasí, transakci nelze provést.
- Nepředloží-li držitel karty průkaz totožnosti, prodávající si kartu ponechá, neznehodnotí ji a vystaví držiteli karty potvrzeni o zadržení karty.

Na prodejním dokladu nesmí být nic přepisováno nebo opravováno. V takovém případě prodávající zničí prodejní doklad před držitelem karty a vystaví nový. V případě pochybnosti nebo podezření prodávající vždy kontaktuje autorizační centrum.

### Autorizace
Transakce na částku vyšší než sjednaný autorizační limit nebo v případě podezřelé transakce, je prodávající povinen autorizovat.  Prodávající nesmí rozdělit platbu na několik transakcí, aby se tím vyhnul povinnosti autorizovat. Dále je autorizace vyžadována při výdeji hotovosti (směnárny, kasina). Autorizace se provádí telefonickým hovorem na autorizační centrum, kam prodávající nahlásí:
- číslo obchodního místa přidělené bankou
- číslo karty
- platnost karty
- celkovou částku

Operátor může požadovat také sdělení kontrolního trojčíslí CVC/CVV nebo některých údajů od držitele karty či možnost s ním hovořit. Držitel karty musí být vždy autorizaci přítomen. Výsledek autorizace může být:
- Transakci je možné provést a kartu vrátit - pokud je transakce povolena, prodávající obdrží autorizační kód, který zapíše do příslušné kolonky prodejního dokladu.
- Transakci je nutné odmítnout a kartu vrátit - pokud je transakce zamítnuta, prodávající kartu vrátí a prodejní doklad přetržením zničí, držitel karty pak musí zaplatit jiným způsobem.
- Transakci je nutné odmítnout a kartu zadržet - pokud autorizační centrum vydá příkaz platební kartu zadržet, prodávající ji před zraky držitele znehodnotí (nastřihne) a vydá Potvrzení o zadržení karty, prodejní doklad zničí.
- Transakci nelze ověřit - Z technických důvodů nelze autorizaci v daném okamžiku provést, držitel karty pak musí zaplatit jiným způsobem.

### Proplacení
Prodávající vystaví sumární doklad, k němuž přiloží kopie prodejních dokladů pro banku. Počet jednotlivých prodejních dokladů k jednomu sumárnímu dokladu zpravidla nesmí přesáhnout 99 kusů. Takovýto sumář zašle doporučenou poštou nebo doručí osobně do podatelny banky v určitém časovém limitu od vystavení dokladů (řádově několik dní). Na základě sumáře proplatí banka prodávajícímu příslušnou částku, kterou pak prostřednictvím vydavatele karty požaduje od bank jednotlivých držitelů karet. Ty následně strhávají příslušné částky z příslušných účtů. Platba se tak na zůstatku na účtu projeví až za několik dní (někdy až 14 dní). Lze tak říci, že se de facto jedná o formu šeku, kdy karta a imprinter slouží k jeho vystavení a autorizace k ověření, že je krytý. 